# Либфрауэнкирхе (Мюнстер)
Либфрауэнкирхе (нем. Liebfrauenkirche) — церковь в готическом стиле в историческом центре города Мюнстер (федеральная земля Северный Рейн-Вестфалия). Также известна под названием «Überwasserkirche». Название происходит от «Über dem Wasser» (нем. «по ту сторону воды»), что указывает на расположение церкви — на противоположном берегу реки Мюнстерше-А по отношению к Собору Святого Павла. Церковь расположена на площади Überwasserkirchplatz.

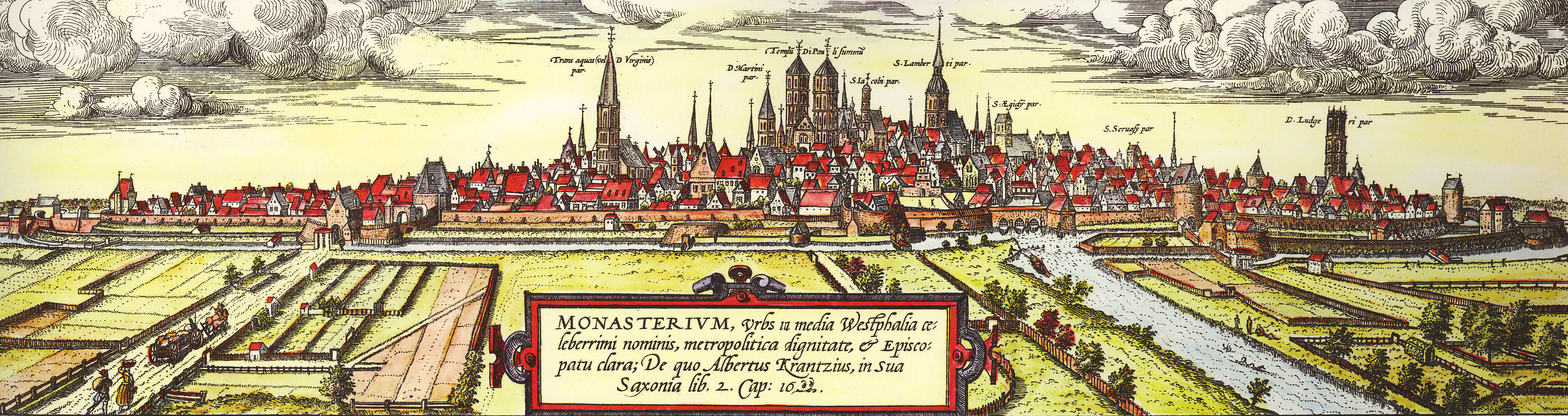
Мюнстер в конце XVI века (Рисунок Георга Брауна и Франца Хогенберга). Überwasserkirche — самое левое церковное здание на переднем плане с высоким шпилем

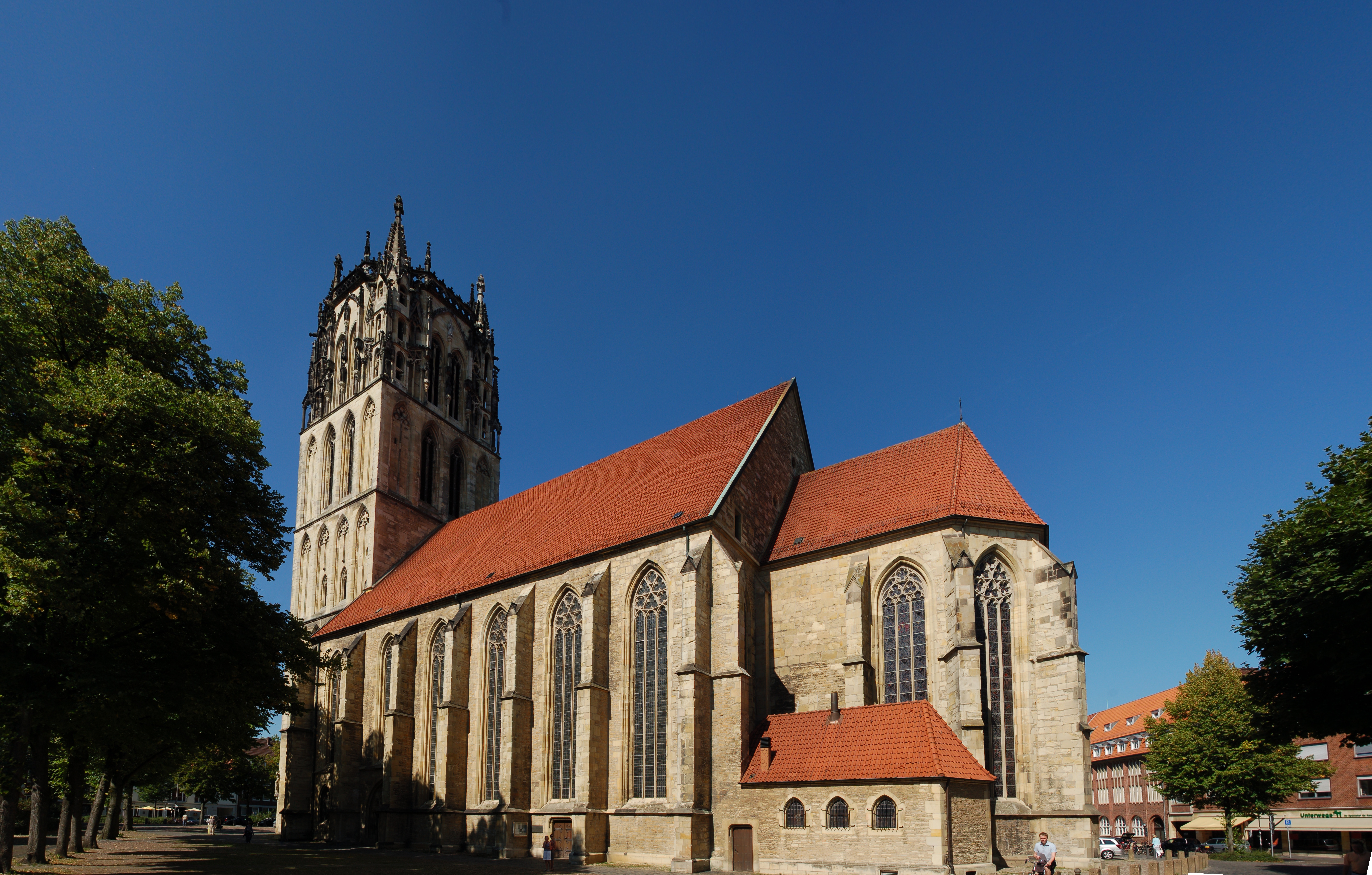
Южный фасад

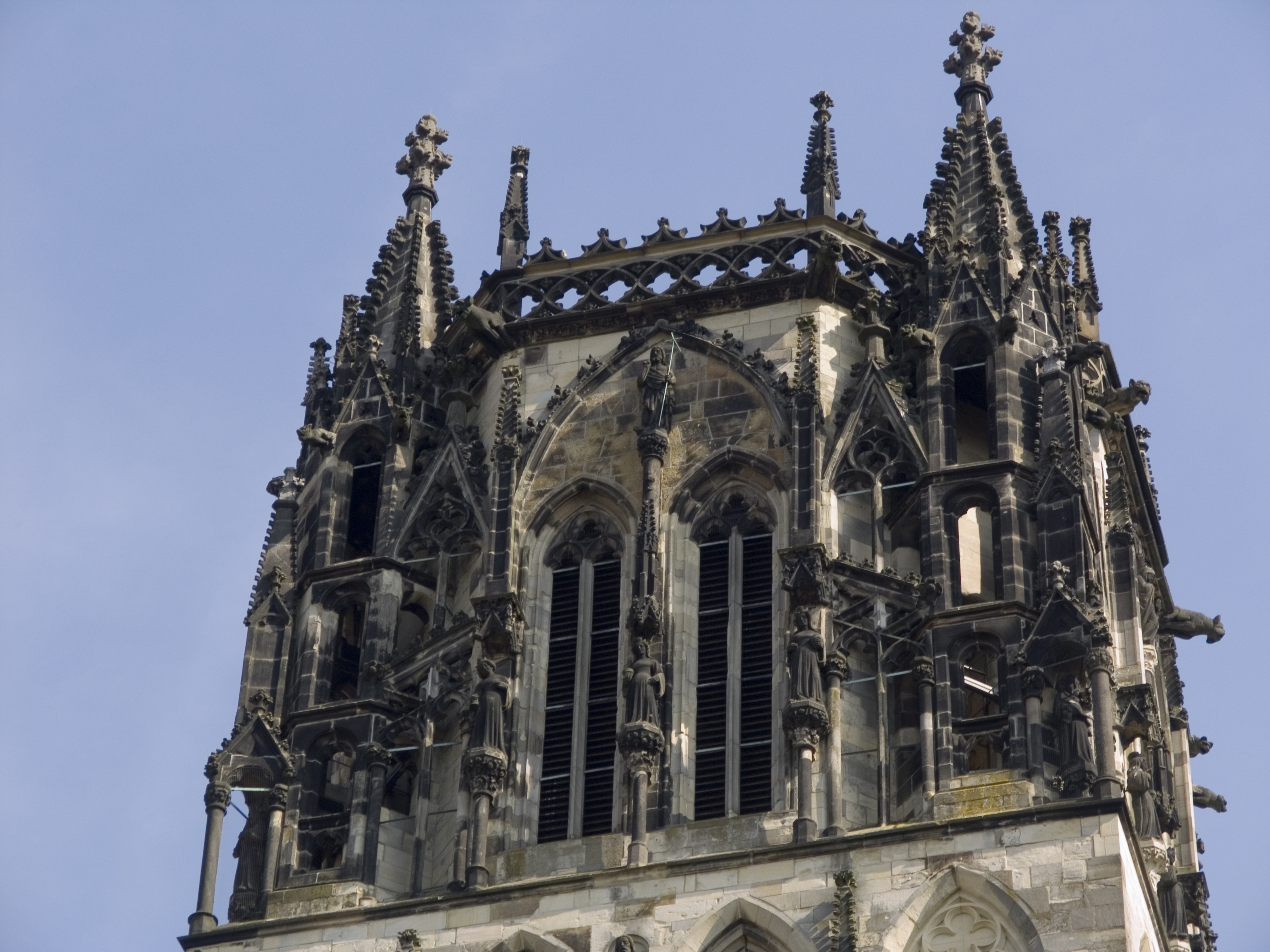
Готический наряд башни

## История
Первая церковь была освящена в честь Девы Марии 29 декабря 1040 года в присутствии короля Священной Римской империи Генриха III, многочисленных имперских князей и 12 епископов. Инициатива в постройке церкви принадлежала Мюнстерскому епископу Герману I. Церковь принадлежала женскому монастырю, в котором вплоть до 1460 года воспитывались девочки из благородных семей. Согласно сохранившимся отрывочным упоминаниям эта церковь была трёхнефной базиликой, но как точно она выглядела неизвестно, так как не сохранилось ни одного её изображения, а уже в 1071 году она погибла в результате пожара.

Точная дата закладки следующей церкви неизвестно, но существуют документальные свидетельства того, что в 1085 и 1088 годах были освящены алтарь и 8 приделов. Об этой церкви также мало что известно, фактом является только то, что в 1121 году она была разрушена при захвате Мюнстера Лотарем фон Сюпплингенбургом.

Современная церковь была заложена в 1340 году, о чём свидетельствует надпись над западным порталом. Сооружение колокольной башни велось с 1363 года до начала XV века.

Во время Мюнстерской коммуны 1534—1535 годов высокий шпиль башни был сброшен, для того, чтобы на верхней площадке башни можно было установить пушки, и тем самым повысить обороноспособность города. С той же целью с фасадов церкви были демонтированы ценные готические скульптуры, которые просто сваливались на валы вдоль городских стен.

После подавления Мюнстерской коммуны шпиль башни был восстановлен, но в 1704 году он обрушился во время урагана и больше никогда не восстанавливался.

Как и весь Мюнстер церковь сильно пострадала в ходе второй мировой войны во время бомбардировок союзнической авиации. Сразу после войны церковь начали реставрировать. В 1968 году была закончена реставрация внутреннего пространства церкви. В 1972 году был установлен новый орган. В 1973 году в церкви были установлены новые витражи работы Валентина Петера Фойерштайна. В 1976—1983 годах были проведены восстановительные работы на колокольной башне. Очередные реставрационные работы в Überwasserkirche были проведены в 1998—2001 годах.